# إيميلي براوننغ
إيميلي جين براوننغ (بالإنجليزية: Emily Browning)‏ ولدت في 7 ديسمبر 1988 هي ممثلة أسترالية عرفت بدورها في فيلم ليموني سنيكتس:سلسلة من الأحداث المأساوية تحت شخصية (بودلير فيوليت) وكذلك في فيلم Sucker Punch بدور (بيبي دول)

## النشأة
ولدت إيميلي في ملبورن، أستراليا ابنة لـ اندرو برواننغ وشلي برواننغ، لديها شقيقان هما نيكولاس وماثيو يصغرانها سناً. عشقت إيميلي الفن منذ نعومة اظافرها. و الأدب الإنجليزي والتصوير والتصميم موادها المفضلة في المدرسة. تطلعت اميلي لان تصبح مصممة ازياء إلا أن موهبتها الفنية بدات تظهر عندما شاركت في بعض المسرحيات المدرسية وقد شاهدها أحد االمخرجين اثناء تصويره لفيلم تلفزيوني، كان من أشهر افلامها فيلم (السفينة الشبح) عام 2002.

## الأعمال الفنية
| Year | Title                                     | Role                   | Notes      |
| ---- | ----------------------------------------- | ---------------------- | ---------- |
| 2001 | The Man Who Sued God                      | Rebecca Myers          |            |
| 2002 | السفينة الشبح (فيلم 2002)                 | Katie Harwood          |            |
| 2003 | Ned Kelly                                 | Grace Kelly            |            |
| 2003 | شلالات الظلام                             | Young Caitlin Greene   |            |
| 2004 | ليموني سنيكتس: سلسلة من الأحداث المأساوية | Violet Baudelaire      |            |
| 2009 | الغير مدعوة                               | Anna Ivers             |            |
| 2009 | Talk.Distance.Listen                      | Natalie                | Short film |
| 2011 | ساكر بنش                                  | Babydoll               |            |
| 2011 | الجميلة النائمة (فيلم 2011)               | Lucy                   |            |
| 2012 | Mr. Beautiful                             | Olivia White           | Short film |
| 2013 | المضيف (فيلم)                             | Pet / Wanderer "Wanda" |            |
| 2013 | Summer in February                        | Florence Carter-Wood   |            |
| 2013 | Magic Magic                               | Sarah                  |            |
| 2013 | Plush                                     | Hayley                 |            |
| 2014 | God Help the Girl                         | Eve                    |            |
| 2014 | بومباي (فيلم)                             | Cassia                 |            |
| 2015 | Shangri La Suite                          | Karen                  |            |
| 2015 | Legend                                    | Frances Shea           |            |
| 2017 | Golden Exits                              | ناعومي                 | فيلم       |
| 2017 | آلهة أمريكية                              | لورا موون              | مسلسل      |

## وصلات خارجية
- إيميلي براوننغ على موقع IMDb (الإنجليزية)
- إيميلي براوننغ على موقع روتن توميتوز (الإنجليزية)
- إيميلي براوننغ على موقع قاعدة بيانات الأفلام العربية
- إيميلي براوننغ على موقع ألو سيني (الفرنسية)
- إيميلي براوننغ على موقع ميوزك برينز (الإنجليزية)
- إيميلي براوننغ على موقع تيرنر كلاسيك موفيز (الإنجليزية)
- إيميلي براوننغ على موقع أول موفي (الإنجليزية)
- إيميلي براوننغ على موقع بوكس أوفيس موجو (الإنجليزية)
- إيميلي براوننغ على موقع قاعدة بيانات الأفلام السويدية (السويدية)
- إيميلي براوننغ على موقع إن إن دي بي (الإنجليزية)